# Baltský pohár v malém fotbale 2017
Baltský pohár v malém fotbale 2017 byl třetím ročníkem baltského turnaje, který se konal v lotyšském městě Riga v období od 19. května do 20. května 2017. Účastnily se ho 4 týmy, které byly v jedné skupině a hrály systémem každý s každým. Turnaj vyhrálo Německo, které bylo na turnaj pozváno pořadateli. Naopak vítěz předešlých dvou ročníků, Estonsko, skončilo až na čtvrtém místě.

## Stadion
Turnaj se odehrál na jednom stadionu v jednom hostitelském městě: Stadions Arkādija (Riga).
| Riga               |
| ------------------ |
| Stadions Arkādija  |
| Kapacita: 250 Riga |

## Zápasy
| Tým      | Z | V | R | P | VG | IG | +/− | B |
| -------- | - | - | - | - | -- | -- | --- | - |
| Německo  | 3 | 2 | 1 | 0 | 8  | 2  | +6  | 7 |
| Lotyšsko | 3 | 1 | 2 | 0 | 7  | 5  | +2  | 5 |
| Litva    | 3 | 1 | 0 | 2 | 7  | 6  | +1  | 3 |
| Estonsko | 3 | 0 | 1 | 2 | 5  | 14 | −9  | 1 |

| 19. května 2017 18:00   |       |                                                     |                         |
| Litva                   | 1 : 3 | Německo                                             | Stadions Arkādija, Riga |
| Dominikas Stankevič 35' |       | Marvin Fricke 2' Finn Hanke 10' Dominic Reinold 21' | Stadions Arkādija, Riga |

| 19. května 2017 19:00                                        |       |                                                                        |                         |
| Estonsko                                                     | 4 : 4 | Lotyšsko                                                               | Stadions Arkādija, Riga |
| Mihhail Divin 4' Andrei Nazarov 33' Andrei Tšurikov 39', 40' |       | Ainārs Daudziešans 2', 17' Miķelis Reinfelds 12' Deniss Vitkovskis 15' | Stadions Arkādija, Riga |

| 20. května 2017 12:30                        |       |       |                         |
| Lotyšsko                                     | 2 : 0 | Litva | Stadions Arkādija, Riga |
| Ainārs Daudziešans 17' Vsevolods Čamkins 40' |       |       | Stadions Arkādija, Riga |

| 20. května 2017 13:30                                     |       |          |                         |
| Německo                                                   | 4 : 0 | Estonsko | Stadions Arkādija, Riga |
| Kevin Hildach 17', 25' Marcel Mentrup 28' Jorg Wagner 37' |       |          | Stadions Arkādija, Riga |

| 20. května 2017 17:00                                                                             |       |                     |                         |
| Litva                                                                                             | 6 : 1 | Estonsko            | Stadions Arkādija, Riga |
| Dominikas Stankevič 7', 40' Aivydas Ruškys 36' Albertas Voskunovič 27', 40' Pavelas Smolkovas 30' |       | Andrei Skromnov 14' | Stadions Arkādija, Riga |

| 20. května 2017 18:00 |       |                    |                         |
| Lotyšsko              | 1 : 1 | Německo            | Stadions Arkādija, Riga |
| Gatis Rožkalns 18'    |       | Dominic Reinold 7' | Stadions Arkādija, Riga |